# Sandra Schoch

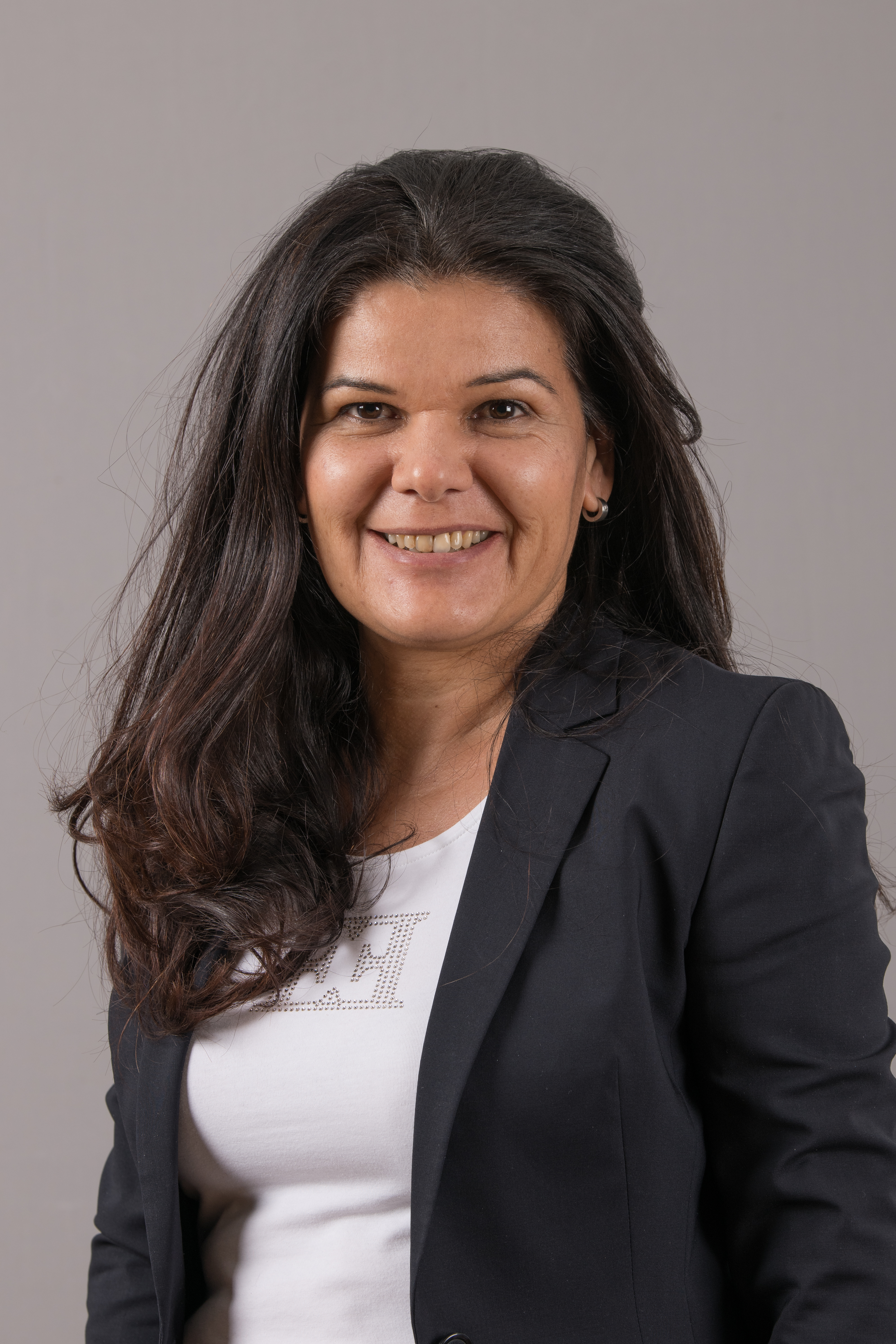
Sandra Schoch (2017)

Sandra Schoch (* 26. Februar 1971 in Au; geborene Sandra Jenny) ist eine österreichische Politikerin (GRÜNE) und seit 2014 Abgeordnete zum Vorarlberger Landtag. Im Landtag fungiert sie seit 2019 als 2. Landtagsvizepräsidentin. Schoch ist außerdem Vizebürgermeisterin der Vorarlberger Landeshauptstadt Bregenz, verheiratet und hat zwei Kinder.

## Werdegang
Sandra Schoch wurde am 26. Februar 1971 in der Bregenzerwäldergemeinde Au geboren, stammt aber eigentlich aus der Nachbargemeinde Mellau. Dort besuchte sie die Volksschule und anschließend die Hauptschule in Bezau, ehe sie an der HTL Dornbirn im Zweig Textilbetriebstechnik maturierte. Außerdem besuchte sie das Kaufmännische Kolleg an der Handelsakademie Bregenz und legte dort zusätzlich auch die kaufmännische Matura ab.
Schoch absolvierte von 2001 bis 2003 den Universitätslehrgang „Personal- und Organisationsentwicklung“ an der Sozial- und Wirtschaftswissenschaftlichen Fakultät der Universität Innsbruck, danach machte sie mehrere Fortbildungen im Rahmen des Equal-Projektes „job.plan“ zu den Themen Gendermainstreaming, Diversitymanagement und diskriminierungsfreie Arbeitsbewertung. Von 2011 bis 2014 war Schoch Projektleiterin des Frauenberufszentrums Vorarlberg. Berufsbegleitend absolvierte sie von Herbst 2012 bis Frühjahr 2016 an der FH Campus Wien den Masterlehrgang Führung, Politik und Management und schloss mit dem Master of Arts in Political Management (MA) ab.

## Politische Funktionen
Im Mai 2013 übernahm Sandra Schoch das Amt der Vizebürgermeisterin der Landeshauptstadt Bregenz. Zusätzlich war sie bis November 2014 stellvertretende Spartenobfrau IT und Consulting und stellvertretende Obfrau Fachgruppe UBIT in der Vorarlberger Wirtschaftskammer für die Grüne Wirtschaft. Sie ist Mitglied des Landesvorstands der Grünen Vorarlberg.
Nach der für die Grünen erfolgreichen Landtagswahl in Vorarlberg 2014 rückte Sandra Schoch anstelle von Katharina Wiesflecker, die als Landesrätin in die schwarz-grüne Koalitionsregierung einzog, als Abgeordnete in den Vorarlberger Landtag nach.
Sie ist dort aktuell Bereichssprecherin des Grünen Landtagsklubs für die Ressorts Soziales, Senioren, Frauen und Gleichstellung sowie Sicherheit und Obfrau des Sozialpolitischen Ausschusses des Vorarlberger Landtags. In der konstituierenden Landtagssitzung der 31. Legislaturperiode am 6. November 2019 wurde Schoch vom Vorarlberger Landtag zur 2. Landtagsvizepräsidentin gewählt.